# ذي ناصر (بعدان)

تعديل مصدري - تعديل

ذي ناصر هي إحدى قرى عزلة دلال بمديرية بعدان التابعة لمحافظة إب، بلغ تعداد سكانها 179 نسمة حسب تعداد اليمن لعام 2004.